# (3569) Kumon
(3569) Kumon est un astéroïde de la ceinture principale découvert le 20 février 1938 par l'astronome allemand Karl Wilhelm Reinmuth. Le lieu de découverte est Heidelberg (024). Sa désignation provisoire était 1938 DN1.
Sa distance minimale d'intersection de l'orbite terrestre est de 1,312079 ua.